# Литвиненко, Святослав Иванович
Святослав Иванович Литвиненко (род. 22 февраля 1942 года, Ромодан (ныне Миргородского района) — украинский дирижёр, Народный артист Украины (1999), профессор Национальной музыкальной академии имени П. И. Чайковского.

## Биография
Святослав Иванович Литвиненко родился 22 февраля 1942 года в посёлке Ромодан Миргородского района Украины. Окончил Ворошиловградское музыкальное училище по классу домры по классу педагога А. Васильева. В 1969 году окончил Киевскую консерваторию (ныне Национальная музыкальная академия Украины имени П. И. Чайковского), учился в консерватории по классу классу домры у педагогов Е. Блинова и Н. Комаровой, по классу оперно-симфонического дирижирования — у М. Гозулова и Вадима Гнедаша.
По окончании учебы работал в Сумском музыкальном училище преподавателем дирижирования, инструментовки и руководителем симфонического оркестра (1969—1970).
В 1973—1983 годах был дирижёром симфонического оркестра Гостелерадио УССР. С 1983 по 1990 год — главный дирижёр Киевского театра оперетты.
За 10 лет работы с симфоническим оркестром Украинского радио выполнил около 400 записей в фонд радио, большинство которых — сочинения украинских композиторов: Л. Дычко, К. Доминчена, И. Карабица, Б. Лятошинского, Г. Майбороды, Е. Станковича, И. Шамо. Делал также записи с оперными певцами — А. Кочерга, А. Мокренко, Л. Остапенко, Г. Циполой.
В 1983—1989 годах осуществил постановку 15 музыкальных спектаклей в Киевском государственном театре оперетты: «Баядера» и «Принцесса цирка» И. Кальмана, «Царевич» Ференца Легара, «Севастопольский вальс» К. Листова, «Собор Парижской богоматери» В. Ильина, «Сорочинская ярмарка» А. Рябова.
С 1996 года возглавлял Академический оркестр народной и популярной музыки Национальной радиокомпании Украины, преподавал оркестровое дирижирование в Национальной музыкальной академии им. П. И. Чайковского.
С 2008 года работает по совместительству в Киевском национальном академическом театре оперетты. С 2009 года работал дирижёром-постановщиком оперетты «Сорочинская ярмарка» по Н. В. Гоголю А. Рябова с режиссёром-постановщиком Б. Струтинским и композитором Б. Кривопустом. Как композитор Святослав Иванович Литвиненко создал более 150 оркестровок — для камерных ансамблей, оркестра народных инструментов и симфонического оркестра.

## Награды и звания
- Народный артист Украины (20 декабря 1999)[1].
- Почётная грамота Кабинета Министров Украины (12 апреля 2002 года)[2]
- Премия «Киевская пектораль» в номинации «За лучший музыкальный спектакль» (2010).